# TLC: Tables, Ladders & Chairs (2014)
TLC: Tables, Ladders & Chairs (2014) (или TLC: Tables, Ladders, Chairs… and Stairs) — шестое в истории шоу TLC, PPV-шоу, производства американского рестлинг-промоушна WWE. Шоу прошло 14 декабря 2014 года на «Квикен Лоэнс-арена» в Кливленде, Огайо, США.

## Результаты
| №                                | Матч                                                                             | Тип матча | Время |
| -------------------------------- | -------------------------------------------------------------------------------- | --- | ----- |
| Kickoff                          | The New Day (Big E и Кофи Кингстон) победили Голдаста и Стардаста                | Командный матч | 11:40 |
| 1                                | Дольф Зигглер победил Люка Харпера (с)                                           | Одиночный матч с лестницами за титул интерконтинентального чемпиона WWE (англ. Ladder match)                                                          | 16:42 |
| 2                                | Братья Усо (Джимми и Джей) победили Миза и Дэмиена Миздоу (с) по дисквалификации | Командный матч за титул командных чемпионов WWE | 7:17  |
| 3                                | Биг Шоу победил Эрика Роуэна                                                     | Одиночный матч со стальными ступенями (англ. Steel Stairs match)                                                                                      | 11:14 |
| 4                                | Джон Сина победил Сета Роллинса                                                  | Одиночный матч со столами; если Сина проиграет, то он больше не будет претендентом № 1 на титул чемпиона мира в тяжёлом весе WWE (англ. Tables match) | 23:34 |
| 5                                | Никки Белла (c) победила Эй Джей Ли                                              | Одиночный матч за титул чемпионки див | 7:38  |
| 6                                | Райбек победил Кейна                                                             | Одиночный матч со стульями (англ. Chairs match) | 9:50  |
| 7                                | Русев (с Ланой) (c) победил Джека Сваггера                                       | Одиночный матч за титул чемпиона Соединённых Штатов WWE                                                                                               | 4:50  |
| 8                                | Брэй Уайатт победил Дина Эмброуса                                                | Одиночный матч со столами, лестницами и стульями (англ. Tables, Ladders and Chairs match)                                                             | 26:58 |
| (c) — чемпион на момент поединка |                                                                                  | |       |